# 한국조명연구원
한국조명연구원(현재 한국조명ICT연구원 보관됨 2015-12-17 - 웨이백 머신으로 명칭 변경)은 국내조명산업의 발전과 국제경쟁력 제고를 위하여 설립된 국내 유일의 조명분야전문 연구기관이다. 조명 관련 기술의 연구개발, 시험·교정, 신뢰성 평가 및 표준화 등의 업무를 수행한다. 또한 차세대 LED조명기술인력양성센터를 운영하여 현장 중심의 LED조명전문가를 양성하고 역량을 높이기 위해 향상 노력하고 있다. 주요교육으로는 Solidworks 활용과정, Optisworks 활용과정, Relux 활용과정, LED구동 제어 전원장치 설계 기초, 안드로이드를 활용한 모바일 조명제어 기초, KS인증실무 및 표준인증동향 등의 내용으로 무료 유료교육을 실시하고있다.
본원은 경기도 부천시 원미구 도당동 187-7 부천대우테크노파크 A동 4층(주요업무) 3층(시험부분), B동 2층(교육관련,KS인증관련)에 위치하고 있으며 부천시 상동 호수공원 내에 신재생에너지센터, 전라북도 익산에 남부분원이 위치하고 있다.

## 연혁
- 1999년 5월 25일 한국조명기술연구소 개소
- 1999년 11월 24일 KS품목별 품질관리단체 지정 (한국표준협회)
- 1999년 12월 30일 KOLAS 국제공인시험기관 인정 (기술표준원)
- 2000년 6월 12일 고효율 조명기기 시험기관 지정 (한국전력공사)
- 2000년 6월 14일 KS지정 심사기관 지정 (기술표준원)
- 2000년 9월 23일 효율관리 기자재 시험기관 지정 (산업자원부)
- 2000년 9월 28일 고효율에너지기자재 시험기관 지정 (산업자원부)
- 2000년 10월 31일 전기용품 안전인증시험 · 검사 위탁계약 (전자파장해연구소)
- 2001년 7월 18일 단체표준우수인증단체 인정 (기술표준원)
- 2002년 7월 1일 전기부품(조명) 신뢰성 지정평가기관 지정 (산업자원부)
- 2003년 2월 11일 국제전기기술위원회(IEC) 간사기관 지정 (기술표준원)
- 2005년 12월 9일 KOLAS 국제공인교정기관 인정 (기술표준원)
- 2005년 12월 20일 세계 최초 무전극 PLS 조명기기 개발로 에너지위너상 환경부장관상 수상
- 2006년 11월 29일 부천시로 이전
- 2007년 3월 19일 중소기업 기술개발제품 성능인증 시험연구원 지정 (중소기업청)
- 2007년 5월 11일 부천 기업지원기관 간 MOU 약정 체결
- 2007년 10월 16일 국제표준의 날 산업자원부장관 단체표준화대상 수상
- 2007년 11월 29일 삼성전기와 LED조명신뢰성 평가 및 분석 공동협력 MOU 체결
- 2008년 1월 4일 한국조명전기설비학회와 MOU 체결
- 2008년 4월 28일 엔엔사이언스 고장분석연구소와 MOU 체결
- 2008년 3월 7일 ELI 인증시험기관 지정
- 2008년 9월 4일 나노소자특화팹센터와 LED조명 연구개발 기술 협력 MOU 체결
- 2008년 10월 15일 한국이티엘셈코(주)와 MOU 체결
- 2008년 12월 22일 전자부품연구원과 LED조명 기술개발 협력 MOU 체결
- 2009년 1월 22일 SEMI Korea와 MOU 체결
- 2009년 2월 12일 인하대학교 스마트 ITRC연구센터와 MOU 체결
- 2009년 3월 25일 UL 인증기관(Underwriters Laboratories)과 MOU 체결
- 2009년 5월 14일 LED조명 KS지정심사기관 지정 (기술표준원)
- 2009년 7월 31일 표준개발협력기관 지정 (기술표준원)
- 2009년 8월 19일 영남대학교와 LED-IT 융합산업 발전을 위한 MOU 체결
- 2009년 9월 15일 서울대학교 디스플레이연구센터, 철원 플라즈마산업기술연구원과 LED및 플라즈마 신광원 개발 공동협력 MOU 체결
- 2009년 11월 11일 한국광기술원, LED조명공업협동조합과 업무협력 MOU 체결
- 2009년 12월 2일 한국조선기자재연구원과 상호협력 MOU 체결
- 2010년 1월 6일 고효율조명기기제조협회와 업무협력 MOU 체결
- 2010년 3월 1일 한국조명연구원으로 명칭 변경
- 2010년 3월 25일 부경대학교와 학연협력 MOU 체결
- 2010년 4월 20일 인하대학교 IT대학과 학연협력 MOU 체결
- 2010년 4월 27일 강원대학교 IT대학과 조명 및 광학기술 학연협력 MOU 체결
- 2010년 5월 28일 용인송담대학과 조명 및 조명설비 설계기술 학연협력 MOU 체결

## 같이 보기
- 산업통상자원부